# Hockey Club Valpellice 2009-2010
Questa pagina contiene i dati relativi alla stagione hockeystica 2009-2010 della società di hockey su ghiaccio Hockey Club Valpellice.

## Roster

### Portieri
- Samuele Bertin
- Craig Kowalski
- Andrea Malan
- Andrea Rivoira

### Difensori
- Jean Marc Bergero
- Kari Haakana
- Andrea Ricca
- Luca Rivoira
- Rosario Ruggeri
- Florian Runer
- Kenton Smith
- Francis Trudel

### Attaccanti
- Anthony Aquino
- Luciano Aquino
- David-Alexandre Beauregard
- Gabriele Bonnet
- Pietro Canale
- Stefano Coco
- Luca Frigo
- Dino Grossi
- Patrick Iannone
- Valerio Mondon Marin
- Aleksandr Petrov
- Marco Pozzi
- Daniel Sisca
- Alessandro Viglianco
- Simone Vignolo

### Allenatore
- Alain Vogin